# Godło wymowne
Godło wymowne („mówiące”) (fr. type parlant) – w numizmatyce antycznej rodzaj wizerunkowego oznaczenia stemplem wskazujący domyślnie emitenta monety.

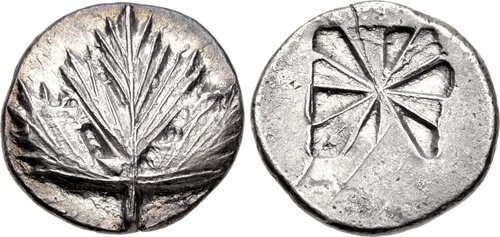
Przykład godła wymownego: moneta sycylijskiego Selinuntu z wyobrażeniem liścia selera (gr. selinon)

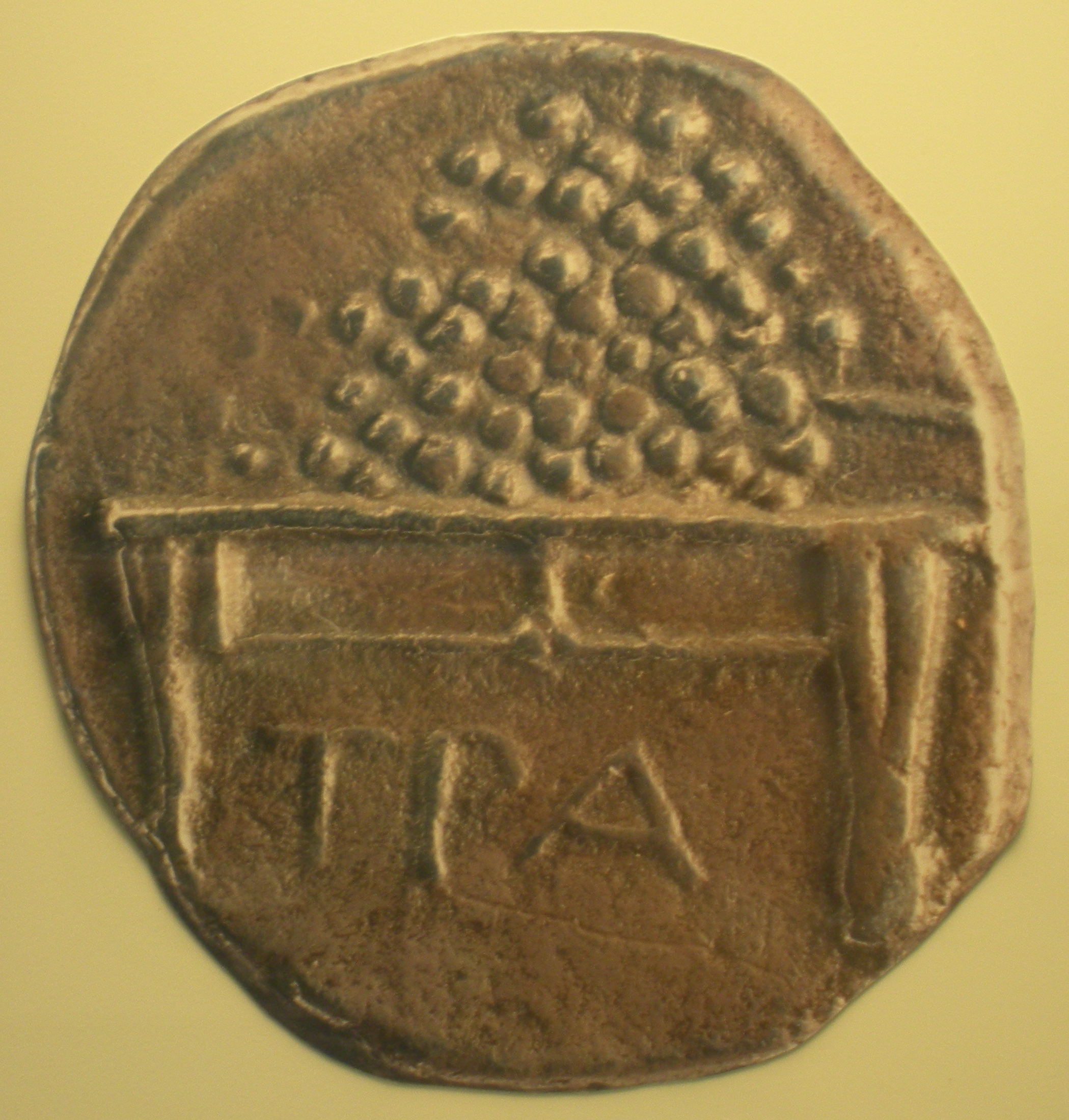
Moneta Trapezuntu z symbolicznym stołem

Stosowane głównie w starożytnym mennictwie greckim, wyrażało się w skojarzeniach rzeczowych mających wskazywać miejsce emitowania monet opatrzonych odpowiednim wyobrażeniem. Wykorzystywało przy tym analogie odnoszące się do nazwy miasta-polis wypuszczającego monetę i często łączyło się z jego nazwą na zasadzie gry słów. Dodatkowo mogło zawierać skojarzenia ekonomiczne (np. Rodos, Trapezunt) lub odnoszące się do patronującego i lokalnie czczonego bóstwa. Godło tego rodzaju określane było przez Greków jako parásemon (παράσημον).
Do wyróżniających się w tej kategorii należały:
- Ankona – z wyobrażeniem łokcia (ankon), jako nawiązanie do miejscowego załomu morskiego wybrzeża[1]
- Fokaja – z podobizną foki (phoke), częstej w pobliskim akwenie morskim[1][3]
- Himera – z wizerunkiem koguta zwiastującego pianiem początek dnia (himera)[4]
- Klazomenaj – z wyobrażeniem łabędzia zamieszkującego okoliczne bagna, przez nawiązanie do jego okrzyku (klazo)[5]
- Leontini – z wyobrażeniem głowy lwa (leon), atrybutu patronującego miastu Apollina[6]
- Melos – z podobizną melona (melon), rozpowszechnionej uprawy miejscowej[7][8][1]
- Posejdonia – z wyobrażeniem postaci Posejdona jako bóstwa patronującego[9]
- Rodos – z wyobrażeniem kwiatu róży (rodion) uprawianej masowo jako ceniony artykuł eksportowy (olejek)[10][11][12]
- Samos – z wizerunkiem dziobu miejscowego typu galery (samaina)[5]
- Selinunt – z podobizną liścia dzikiego selera (selinon), rośliny porastającej malaryczne mokradła rzeki Selinus[13][14][12]
- Side – z wyobrażeniem owocu granatu (side), typowego dla okolic miasta[15][16]
- Trapezunt – z wyobrażeniem stołu (trapezous), nawiązującego do kształtu pobliskiej góry lub do działalności miejscowych bankierów (trapezytów)[17]

Osobną grupę godeł wymownych stanowiły emblematy nie nawiązujące domyślnie, lecz przedstawiające bóstwo, które wprost łączyło się imiennie z nazwą miejscową. Oprócz Posejdonii były typowe dla:  
- lukańskiej Heraklei – z przedstawieniem Heraklesa duszącego lwa nemejskiego[18];
- sycylijskiej Kamariny – z wyobrażeniem unoszonej przez łabędzia nimfy Kamariny[19][4];
- krymskiego Pantikapajonu – z podobizną głowy Pana[20];
- bruttyjskiej Teriny – z wizerunkiem głowy miejscowej boginki Teriny[21].